# Parafia Najświętszego Serca Pana Jezusa w Jankowej
Parafia Najświętszego Serca Pana Jezusa w Jankowej – rzymskokatolicka parafia znajdująca się w diecezji tarnowskiej, w dekanacie bobowskim. 
Parafia obejmuje miejscowość Jankową i liczy ok. 1000 wiernych.

## Historia
Jankowa należała do parafii św. Stanisława BM w Wilczyskach. Początkowo na przełomie 1972/1973 roku w małej sali katechetycznej zaczęto odprawiać niedzielną Mszę św. zwłaszcza dla chorych. Ze względu na położenie Jankowej i odległość do kościoła w Wilczyskach, zrodziła się myśl stworzenia parafii w Jankowej. Mimo wielu napotykanych trudności od września 1973 roku zaczęto regularnie odprawiać msze św. niedzielne. Następnie budowano kościół, plebanię, kaplicę oraz cmentarz. 
Kościół został poświęcony przez biskupa tarnowskiego Jerzego Ablewicza 21 sierpnia 1976. Odpowiedzialnym za duszpasterstwo w Jankowej od początku był ks. Józef Pyrek, został później rektorem rektoratu od 18 lipca 1974 roku a następnie w grudniu 1980 r. proboszczem nowopowstałej parafii. 6 grudnia 1980 r. abp Jerzy Ablewicz erygował parafię pw. Najświętszego Serca Pana Jezusa w Jankowej. 
10 czerwca 1987 w Tarnowie papież Jan Paweł II pobłogosławił kamień węgielny pod budowę nowego kościoła w Jankowej, a pierwsza msza św. w nowym kościele parafialnym odbyła się 28 maja 1993. Poświęcenia kościoła dokonał 14 czerwca 1996 bp Józef Gucwa. Konsekracji świątyni 2 października 2005 dokonał biskup tarnowski Wiktor Skworc.
Na terenie parafii znajduje się kaplica dojazdowa na Równiach. 18 października 2000 r. poświęcono plac pod budowę kaplicy dojazdowej a w 2005 r. odbyło się jej poświęcenie.

## Proboszczowie
- ks. Józef Pyrek (22 grudnia 1980 – 17 sierpnia 2013)[2]
- ks. Piotr Pośliński (od 18 sierpnia 2013)[4][8]